# Festival Internacional de Cine de Caracas 2014
La 1ª edición del Festival Internacional de Cine de Caracas se celebró del viernes 12 al domingo 21 de septiembre de 2014 en Caracas.

## Jurados

### Jurado del Premio Largometraje Ficción
- Delfina Catalá
- Pablo de la Barra
- Rigoberto Senarega

### Jurado del Premio Largometraje Documental
- Lucia Lamanna
- Andrés Agustí
- Lazara Herrera

### Jurado del Premio Animación
- Ernesto Del Valle
- Jairo Eduardo Carrillo
- Álvaro Cáceres

### Jurado del Premio Cortometraje Ficción
- Viviana García
- David Rodríguez Rojas
- Hilda De Luca

### Jurado del Premio Cortometraje Documental
- Carlos Azpurua
- Gabriel Brener
- Freddie Marrero Alonso

## Películas

### Largometraje Ficción
(8 películas a concurso)
| Título                                     | Director              | País        |
| ------------------------------------------ | --------------------- | ----------- |
| Asteroide                                  | Marcelo Tobar         | México      |
| Azú                                        | Luis Alberto Lamata   | Venezuela   |
| La Cebra                                   | Fernando J. León R.   | México      |
| La Espera Desespera                        | Coraly Santaliz Pérez | Puerto Rico |
| La Guayaba                                 | Maximiliano González  | Argentina   |
| O Home De Escrever / El Hombre de Escribir | Francis Ivanovich     | Brasil      |
| El Regreso                                 | Patricia Ortega       | Venezuela   |
| La Utilidad de un Revistero                | Adriano Salgado       | Argentina   |

### Largometraje Documental
(8 películas a concurso)
| Título                                         | Director                                       | País              |
| ---------------------------------------------- | ---------------------------------------------- | ----------------- |
| Las Aradas: Masacre en Seis Actos              | Marcela Zamora                                 | El Salvador       |
| Azul Intangible                                | Eréndira Valle Padilla                         | México            |
| Las Carpetas                                   | Marite Rivera Carbonell                        | Puerto Rico       |
| Infierno o Paraíso                             | Germán Piffano                                 | Colombia          |
| El Misterio de las Lagunas, Fragmentos Andinos | Atahualpa Lichy                                | Venezuela         |
| Seré Millones                                  | Omar Neri, Fernando Krichmar, Monica Simoncini | Argentina         |
| Sigo Siendo                                    | Javier Corcuera                                | Perú              |
| El Viaje del Acordéon                          | Andrew Tucker, Rey Sagbini                     | Colombia Alemania |

## Palmarés

### Premios oficiales
- Mejor Largometraje Ficción: Azú, de Luis Alberto Lamata (VEN)
- Mejor Largometraje Documental: Sigo Siendo, de Javier Corcuera (PER)
- Mejor Animación: Guida, de Rosana Urbes (BRA)
- Mejor Corto Ficción: Coice No Peito / Coz en el Pecho, de Renan Rovida (BRA)
- Mejor Corto Documental: El Apagón, de Florencia Poblete (ARG) y Memória de Rio / Recuerdo de Río, de Roney Freitas (BRA)
- Premio del Público Largometraje Ficción: Azú, de Luis Alberto Lamata (VEN)
- Premio del Público Largometraje Documental: El Misterio de las Lagunas, Fragmentos Andinos, de Atahualpa Lichy (VEN)[2]